# Jornades de Literatura en Llengua Alemanya
Les Jornades de Literatura en Llengua Alemanya és un premi literari convocat des del 1977 per la ciutat de Klagenfurt a Caríntia en commemoració de l'escriptora austríaca Ingeborg Bachmann. Les Jornades, també conegudes sota el nom Premi Ingeborg Bachmann és un festival d'alguns dies amb 3 a 6 distints premis de literatura. El Premi Ingeborg Bachmann i les Jornades tenen una importància primordial per a la literatura en llengua alemanya.

## Descripció
Durant tres dies, els candidats triats pel jurat han de presentar els seus textos, que han de ser escrits en alemany. Després, el jurat entra en discussió a la qual l'autor o l'autora no poden participar. El jurat decideix sobre Premi Ingeborg Bachmann i els altres premis, excepte el Premi del Públic. Des del 2006, el Premi Ingeborg Bachmann està dodat de 25.000 euros.

## Els premiats

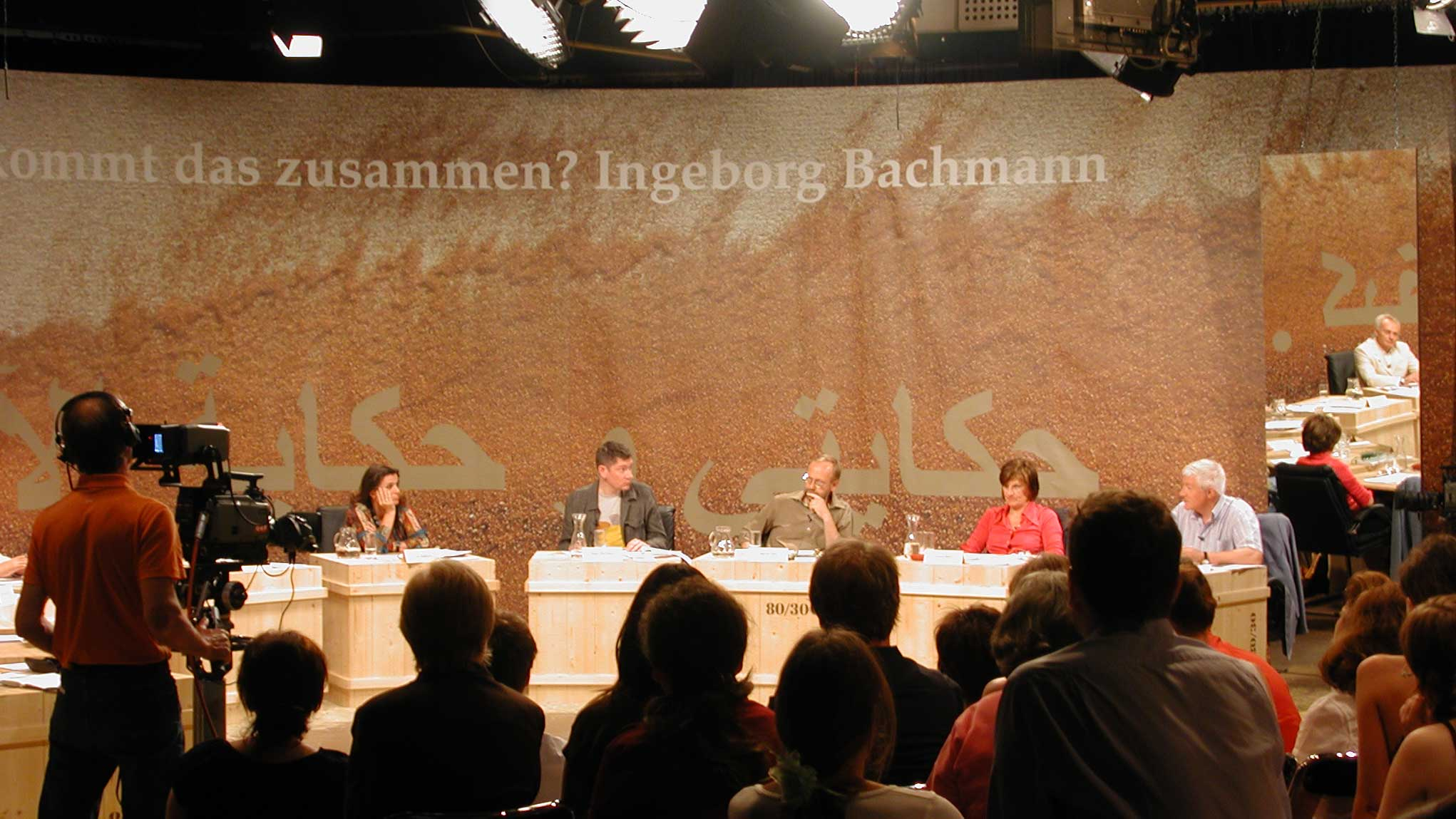
30è festival de les Jornades

- Premi Ingeborg Bachmann del 2011: Maja Haderlap: Im Kessel
  - Kelag-Preis: Steffen Popp: Spur einer Dorfgeschichte
  - 3sat-Preis: Nina Bußmann: Große Ferien
  - Ernst-Willner-Preis: Leif Randt: Schimmernder Dunst über CobyCounty
  - Premi del Públic: Thomas Klupp: 9to5 Hardcore

- Premi Ingeborg Bachmann del 2010: Peter Wawerzinek: Rabenliebe
  - Kelag-Preis: Dorothee Elmiger: Einladung an die Waghalsigen
  - 3sat-Preis: Judith Zander: Dinge, die wir heute sagten
  - Ernst-Willner-Preis: Aleks Scholz: Google Earth
  - Premi del Públic: Peter Wawerzinek: Rabenliebe

- Premi Ingeborg Bachmann del 2009: Jens Petersen: Bis dass der Tod
- Premi Ingeborg Bachmann del 2008: Tilman Rammstedt: Der Kaiser von China]
- Premi Ingeborg Bachmann del 2007: Lutz Seiler: Turksib
- Premi Ingeborg Bachmann del 2006: Kathrin Passig: Sie befinden sich hier
- Premi Ingeborg Bachmann del 2005: Thomas Lang: Am Seil
- Premi Ingeborg Bachmann del 2004: Uwe Tellkamp: De la novel·la Der Schlaf in den Uhren]
- Premi Ingeborg Bachmann del 2003: Inka Parei: De la novel·la Was Dunkelheit war
- Premi Ingeborg Bachmann del 2002: Peter Glaser: Geschichte von Nichts
- Premi Ingeborg Bachmann del 2001: Michael Lentz: Muttersterben
- Premi Ingeborg Bachmann del 2000: Georg Klein: Prosa

- Premi Ingeborg Bachmann del 1999: Terézia Mora: Der Fall Ophelia
- Premi Ingeborg Bachmann del 1998: Sibylle Lewitscharoff: PONG.
- Premi Ingeborg Bachmann del 1997: Norbert Niemann: Wie man's nimmt
- Premi Ingeborg Bachmann del 1996: Jan Peter Bremer: Der Fürst spricht
- Premi Ingeborg Bachmann del 1995: Franzobel: Die Krautflut
- Premi Ingeborg Bachmann del 1994: Reto Hänny: Guai
- Premi Ingeborg Bachmann del 1993: Kurt Drawert: Haus ohne Menschen. Ein Zustand
- Premi Ingeborg Bachmann del 1992: Alissa Walser: Geschenkt
- Premi Ingeborg Bachmann del 1991: Emine Sevgi Özdamar: Das Leben ist eine Karawanserei
- Premi Ingeborg Bachmann del 1990: Birgit Vanderbeke: Das Muschelessen

- Premi Ingeborg Bachmann del 1989: Wolfgang Hilbig: Eine Übertragung
- Premi Ingeborg Bachmann del 1988: Angela Krauß: Der Dienst
- Premi Ingeborg Bachmann del 1987: Uwe Saeger: Ohne Behinderung, ohne falsche Bewegung
- Premi Ingeborg Bachmann del 1986: Katja Lange-Müller: Kaspar Mauser – Die Feigheit vorm Freund
- Premi Ingeborg Bachmann del 1985: Hermann Burger: Die Wasserfallfinsternis von Badgastein
- Premi Ingeborg Bachmann del 1984: Erica Pedretti: Das Modell und sein Maler
- Premi Ingeborg Bachmann del 1983: Friederike Roth: Aus Das Buch des Lebens
- Premi Ingeborg Bachmann del 1982: Jürg Amann: Rondo
- Premi Ingeborg Bachmann del 1981: Urs Jaeggi: Ruth
- Premi Ingeborg Bachmann del 1980: Sten Nadolny: Kopenhagen 1801

- Premi Ingeborg Bachmann del 1979: Gert Hofmann: Die Fistelstimme
- Premi Ingeborg Bachmann del 1978: Ulrich Plenzdorf: kein runter kein fern
- Premi Ingeborg Bachmann del 1977: Gert Jonke: Erster Entwurf zum Beginn einer sehr langen Erzählung